# Manhattan Nocturne – Tödliches Spiel
Manhattan Nocturne – Tödliches Spiel ist ein US-amerikanischer Krimi-Thriller im Stil des Neo-Noir von Brian DeCubellis aus dem Jahr 2016 und basiert auf der Novelle Manhattan, nachts (im Original: Manhattan Nocturne) von Colin Harrison, die 1996 veröffentlicht wurde. In den Hauptrollen sind Adrien Brody, Yvonne Strahovski, Jennifer Beals und Campbell Scott zu sehen.

## Handlung
Porter Wren ist ein Journalist aus New York und mit Lisa Wren verheiratet. Vor einiger Zeit hat er als Investigativreporter einmal ein verschwundenes Mädchen gefunden, bei dem selbst die Polizei nicht weiter kam, und dadurch einen gewissen Bekanntheitsgrad in der Stadt erworben. Dennoch ist sein Job nicht sicher, weil der Medienmogul Hobbs seine Zeitung übernommen hat. Auf einem Empfang lernt er die attraktive junge Witwe Caroline Crowley kennen, die ihn bittet, den ungeklärten Tod ihres Mannes Simon aufzuklären. Die Leiche des prominenten Regisseurs wurde vor längerer Zeit unter den Trümmern eines Abrisshauses gefunden. Ein Unfall schien unwahrscheinlich, aber die äußeren Umstände ließen keine Spurenauswertung mehr zu. Wren beginnt, Nachforschungen anzustellen, und taucht immer mehr in das Leben von Caroline ein. Dazu erliegt er ihrem Charme, ungeachtet dessen, dass zu Hause seine Frau mit den gemeinsamen Kindern wartet. Sie lädt ihn in ihr Apartment ein, wo sie ihm die Polizei-Akten zu dem Fall zeigt. Porter geht die Habseligkeiten von Simon durch und es entsteht ein Bild von ihm als exzentrischer und kontrollierender Mann, der sein eigenes Leben fast obsessiv mit der Kamera filmte, teilweise auch mit versteckter Kamera. Es gibt eine Vielzahl von Speicherkarten mit solchen Aufnahmen, jedoch nichts davon gibt Hinweise auf seinen Tod.
Hobbs erfährt von Porters Affäre mit Crowley und zwingt ihn in seinem Namen zu weiteren Ermittlungen unter Androhungen gegen seine Familie. Hobbs sucht nach einer bestimmten Speicherkarte, mit der Crowley ihn vermutlich erpresst. Als Porter Caroline darauf anspricht, gibt sie an, diese Speicherkarte ebenfalls zu suchen. Nicht mehr ganz nüchtern hatten Simon und Caroline eine Wette, das zu tun, was das Gegenüber vorschlägt. Simon schlug vor, dass sie Sex mit jemandem haben solle, der normalerweise nicht in Betracht kommen würde, und dies mit einer versteckten Kamera aufzuzeichnen. Zufällig traf sie Hobbs und beschloss, mit ihm zu schlafen. Als Simon das Video sah, machte es ihn wütend und er versteckte die Speicherkarte. Nach seinem Tod begann Hobbs, Caroline zu bedrohen. Porter, der sie dazu zwingt zuzugeben, dass sie ihn nur verführt hat, um seine Hilfe in Anspruch zu nehmen, wird vor seinem Haus von Schlägern im Auftrag von Hobbs verprügelt mit der Drohung, dass es noch schlimmer wird, wenn er das Video nicht findet.
Porter besucht Simons Vater in einem Pflegeheim. Er ist nicht ansprechbar, aber Porter findet in seinem Nachtisch eine Videokamera. Sie enthält aber nur Aufnahmen von Simons Besuchen bei seinem Vater. Währenddessen dringen die Schläger von Hobbs in Porters Haus ein. Dabei schießen sie Porters Sohn und die Haushälterin an. Was dazu führt, dass Porters Frau Lisa verzweifelt die Kinder nimmt und Porter verlässt. Aus Rache greift Porter den Anwalt von Hobbs an und zwingt ihn, Hobbs anzurufen.
Porter sieht sich das Video aus dem Pflegeheim an und bemerkt, dass Simons Vater regelmäßige Besuche von einer Frau namens Mrs. Segal bekommt. Porter bricht in das Haus von Mrs. Segal ein und findet Kanzleirechnungen an Simon. Mrs. Segal kommt zurück und er wird ertappt. Als er sich erklärt hat, erfährt er, dass sie eine Freundin von Simons Familie ist, die zu Simons Ersatzmutter wurde, nachdem seine eigene Mutter gestorben war, als er noch ein Kind war. Um sich bei ihr dafür zu bedanken, überwies Simon monatlich Geld an sie. Mrs. Segal fühlte sich dafür wiederum verpflichtet, sich um Simons Vater zu kümmern. Porter erkennt, dass die Speicherkarte, von der Simon Mrs. Segal unbewusst Kopien an Hobbs senden ließ, diejenige ist, die alle suchen. Darauf ist zu sehen, dass Caroline und Hobbs ein Gespräch geführt hatten, bei dem Hobbs seine eigene Genitalverstümmelung preisgibt und auch Caroline ihm ein Geheimnis mit einem Pferd anvertraut, das auf der Aufnahme aber nicht zu hören ist.
Porter gibt Hobbs das Video und beendet damit die Bedrohungen. In gutem Glauben gibt Hobbs ihm einen Schlüssel, den seine Männer in Carolines Wohnung gefunden haben. Porter findet heraus, dass der Schlüssel zum Keller gehört, in dem Simon gefunden wurde. Dort findet er eine weitere versteckte Kamera. Auf der Speicherkarte sieht Porter, dass Simon Caroline in der Nacht seines Todes in das Gebäude gebracht hatte, dessen Abriss am folgenden Tag anstand. Nachdem Simon sich das Sexvideo angesehen hatte, verlangt er von Caroline, das dunkle Geheimnis über ihren Stiefvater zu erfahren, das sie Hobbs enthüllte. Dazu hat er Aufzug und Türen abgesperrt. Als sie es ihm nicht verraten will, legt er ihr eine Fußfessel an, die an den Aufzug gebunden ist, schluckt den Schlüssel und lässt den Aufzug ferngesteuert hinunterfahren. Sie will es ihm erzählen, er stoppt den Aufzug, da ergreift sie eine Scherbe eines Jade-Pferdes und tötet ihn. Anschließend sticht sie auf seinen Bauch ein, um sich mit dem Schlüssel zu befreien.
Am nächsten Morgen trifft Porter Caroline und enthüllt die Aufnahme. Er gibt ihr eine Kopie mit dem Original als Versicherung gegen die Kontaktaufnahme mit seiner Familie. Sie wiederum offenbart das Geheimnis, das sie Hobbs erzählte, aber vor Simon bewahrt hat. Porter verabschiedet sich und wünscht ihr alles Gute.
Porter drückt seine Schuld aus, für alles was passiert ist, einschließlich seiner Scheidung. Er gibt zu, dass die Erfahrung ihn korrumpiert hat, und offenbart, dass immer eine innere Dunkelheit da war. In der letzten Szene fährt Porter am Haus der inzwischen wieder verheirateten Caroline vorbei und sie sehen sich ein letztes Mal an.

## Besetzung und Synchronisation
Die deutschsprachige Synchronisation hat die Mo Synchron aus München übernommen.
| Rolle            | Darsteller        | Synchronsprecher   |
| ---------------- | ----------------- | ------------------ |
| Porter Wren      | Adrien Brody      | Markus Pfeiffer    |
| Caroline Crowley | Yvonne Strahovski | Sonja Spuhl        |
| Simon Crowley    | Campbell Scott    | Alexander Brem     |
| Lisa Wren        | Jennifer Beals    | Maud Ackermann     |
| Campbell         | Frank Deal        | Claus Peter-Damitz |
| Charlie          | Theis Weckesser   | Daniel Pietzuch    |
| Hobbs            | Steven Berkhoff   | Wolfgang Müller    |
| Mr. Crowley      | Stan Carp         | Erich Ludwig       |
| Norma            | Linda Lavin       | Marion Hartmann    |

## Produktion und Hintergrund
Im Januar 2014 wurde bekannt, dass Adrien Brody und Yvonne Strahovski zum Cast gehören. Am 3. November 2016 ist der Film in Deutschland auf DVD erschienen.